# Municipalità di Mount Barker
La municipalità di Mount Barker è una Local Government Area che si trova in Australia Meridionale. Essa si estende su una superficie di 595 chilometri quadrati e ha una popolazione di 29.864 abitanti. La sede del consiglio si trova a Mount Barker.